# 钱奂
钱奂（？—？），字文昭，浙江宁波府鄞县人，明朝政治人物。

## 生平
生于浙江宁波府鄞县芍药沚。正统元年（1436年），考中丙辰科殿试二甲进士。历任广西左参政，光禄寺少卿，后以侍郎衔总制广西，任广西左布政使。

## 家族
钱奂之后以忠臣孝子闻名，是晚明著名家族，代表人物有：
- 子：钱瓒，进士，广西按察司副使
  - 孙：钱崑
    - 曾孙：钱凤午
      - 四世孙：钱若选
        - 五世孙：钱启忠（钱若选子）
          - 六世孙：钱东庐（钱启忠子）

      - 四世孙：钱若赓，进士，明史中著名直吏
        - 五世孙：钱靖忠（钱若赓子）
        - 五世孙：钱益忠（钱若赓子）
          - 六世孙：钱肃乐（钱益忠子），南明大臣，拜兵部尚书

        - 五世孙：钱敬忠（钱若赓子），进士，晚明天下闻名的孝子
          - 六世孙：钱昭绣（钱敬忠子）